# Cryptothelea persimilis
Cryptothelea persimilis är en fjärilsart som beskrevs av Turner 1947. Cryptothelea persimilis ingår i släktet Cryptothelea och familjen säckspinnare. Inga underarter finns listade i Catalogue of Life.